# Distretto di Völkermarkt
Il distretto di Völkermarkt è uno dei distretti dell'Austria situato nel Land della Carinzia.

## Geografia antropica

### Suddivisioni amministrative
| Comune                         | Stemma | Mappa | Popolazione | Dimensione Km2 | Densità ab/Km2 | Tipo           |
| ------------------------------ | ------ | ----- | ----------- | -------------- | -------------- | -------------- |
| Feistritz ob Bleiburg          |        |       | 2110        | 54,19          | 39             | Comune mercato |
| Diex                           |        |       | 810         | 54,79          | 15             | Comune         |
| Eberndorf                      |        |       | 5919        | 67,81          | 87             | Comune mercato |
| Gallizien                      |        |       | 1796        | 46,72          | 38             | Comune         |
| Globasnitz                     |        |       | 1628        | 38,33          | 42             | Comune         |
| Griffen                        |        |       | 3551        | 74,86          | 47             | Comune mercato |
| Bleiburg                       |        |       | 3899        | 69,75          | 56             | Città          |
| Ruden                          |        |       | 1552        | 42,39          | 37             | Comune         |
| Neuhaus                        |        |       | 1107        | 36,36          | 30             | Comune         |
| Sankt Kanzian am Klopeiner See |        |       | 4342        | 41,08          | 106            | Comune         |
| Völkermarkt                    |        |       | 11109       | 137,44         | 81             | Città          |
| Eisenkappel-Vellach            |        |       | 2401        | 199,43         | 12             | Comune mercato |
| Sittersdorf                    |        |       | 2084        | 45,05          | 46             | Comune         |